# Ferulago aucheri
Ferulágo auchéri — многолетнее травянистое растение, вид рода Ферульник (Ferulago) семейства Зонтичные (Apiaceae).
В русскоязычной литературе может описываться под устаревшим названием Ферульник крымский (лат. Ferulago taurica).
Встречается в Крыму (южный берег и окраина Симферополя), произрастает по каменистым и сухим склонах, в разреженных лесах. Эндемик.

## Ботаническое описание
Корень толстый, в поперечнике 1—1,5 см.
Стебель вертикальный, прямой, в верхней половине ветвистый, 30-100 см высотой.
Прикорневые листья на длинных черешках, длиной 20-50 см, шириной 15-20 см, многократно перисто-рассечённые, конечные доли узколинейные, очень короткие, длиной 2,5—6 мм.
Центральный зонтик с 10—22 лучами, в поперечнике 10-12 см. Боковые зонтики расположены мутовчато, более мелкие. Обёртка из 5-12 широколинейных, заостренных листочков. Зонтички диаметром 7—15 мм, с 10—12 неравными лучами.
Плоды яйцевидные, длиной 12—15 мм, шириной 7—8 мм.
Цветение в июле.

## Таксономия
Вид Ferulago aucheri входит в род Ферульник (Ferulago) семейства Зонтичные (Apiaceae) порядка Зонтикоцветные (Apiales).
|  |                                      |  |                                                             |                                                             |                     |  | ещё 8 семейств (согласно Системе APG II) | ещё 8 семейств (согласно Системе APG II) |                      |  |  |  | ещё около 50 видов |
|  |                                      |  |                                                             |                                                             |                     |  | ещё 8 семейств (согласно Системе APG II) | ещё 8 семейств (согласно Системе APG II) |                      |  |  |  | ещё около 50 видов |
|  |                                      |  |                                                             | порядок Зонтикоцветные                                      |                     |  |                                          |                                          | род Ферульник        |  |  |  |                    |
|  |                                      |  |                                                             | порядок Зонтикоцветные                                      |                     |  |                                          |                                          | род Ферульник        |  |  |  |                    |
|  | отдел Цветковые, или Покрытосеменные |  |                                                             |                                                             | семейство Зонтичные |  |                                          |                                          | вид Ferulago aucheri |  |  |  |                    |
|  | отдел Цветковые, или Покрытосеменные |  |                                                             |                                                             | семейство Зонтичные |  |                                          |                                          |                      |  |  |  |                    |
|  |                                      |  | ещё 44 порядка цветковых растений (согласно Системе APG II) | ещё 44 порядка цветковых растений (согласно Системе APG II) |                     |  |                                          | ещё более 300 родов                      | ещё более 300 родов  |  |  |  |                    |
|  |                                      |  |                                                             | ещё 44 порядка цветковых растений (согласно Системе APG II) |                     |  |                                          |                                          | ещё более 300 родов  |  |  |  |                    |